# Román pro ženy (film)
Román pro ženy je česká filmová komedie podle knižní předlohy Michala Viewegha Román pro ženy. Hlavní roli Laury ztvárnila Zuzana Kanócz, její matku, která nesnáší Čechy a čecháčkovství zahrála Simona Stašová a roli Olivera alias Pažouta, který je nynějším galantním milencem Laury a někdejším milencem její matky Marek Vašut. Roli Ingrid, která nesnáší muže, zahrála Ladislava Něrgešová a roli babičky ztvárnila Stella Zázvorková.
Písně ve filmu zpívala skupina Support Lesbiens a Iva Frühlingová.

## Děj
Laura si jako obvykle jen tak zaběhne ke své oblíbené kadeřnici a jí, jejím kolegyním a všem divákům během stříhání, barvení a foukání poví svůj "životní příběh", ve kterém postupně poznáváme dosavadní Lauřiny partnery až se dostaneme k tomu osudovému, Oliverovi (Marek Vašut), bohémskému čtyřicátníkovi z reklamní branže. Ani zjištění, že jde o dávného milence Lauřiny mámy (Simona Stašová), oba neodradí od vztahu plného vášně. Podobně jako Laura (Zuzana Kanócz) i její ovdovělá máma se snaží najít muže, který ovšem musí splňovat její náročné požadavky. V první řadě by to neměl být Čech (s těmi Jana pro jejich "buranismus" naprosto skoncovala), musí mít rád všechny národnosti, nesmí si libovat ve zbraních, nesmí být proti potratům apod. Jana je žena světaznalá (polovinu svých replik má v angličtině nebo ve francouzštině), elegantní a z titulu svého věku by už měla být dostatečně uvědomělá. Ale v podstatě je stejně praštěná jako její o dvacet let mladší dcera. V další vedlejší roli se objevuje Miroslav Donutil coby Lauřin a Janin soused Žemla, kterému je po většinu filmu vyhrazen k hereckým projevům pouze balkon. Jeho smutná postava (má nemocnou manželku, která je ve filmu pouze slyšet) ale dobře kontrastuje s bujarou náturou jeho sousedek, které na balkoně neustále suší své krajkové prádlo, případně slaví Den díkůvzdání...

## Obsazení
| Zuzana Kanócz (mluví Vladimíra Včelná) | Laura             |
| Marek Vašut                            | Oliver            |
| Simona Stašová                         | Jana              |
| Miroslav Donutil                       | Žemla             |
| Ladislava Něrgešová                    | Ingrid            |
| Stella Zázvorková                      | babička           |
| David Švehlík                          | Hubert            |
| Jaromír Nosek                          | Rickie            |
| Peter Smith                            | Jeff              |
| Klára Sedláčková-Oltová                | kadeřnice Sandra  |
| Radana Herrmannová                     | šéfredaktorka     |
| Jiří Bábek                             | Milan             |
| Olga Lounová                           | Bludička          |
| Juraj Ďurdiak                          | Hans              |
| Jan Svěrák                             | číšník            |
| Kateřina Burianová                     | hlas paní Žemlové |